# Erebia ocellata
Erebia ocellata är en fjärilsart som beskrevs av Thurner 1922. Erebia ocellata ingår i släktet Erebia och familjen praktfjärilar. Inga underarter finns listade i Catalogue of Life.